# The Listening Sessions
The Listening Sessions — дебютний концертний тур американської співачки Аріани Ґранде. Тур був організований в підтримку дебютного альбому Аріани, Yours Truly, який вийшов 3 вересня 2013. 
Тур розпочався 11 серпня 2013 і закінчився 22 вересня 2013, під час якого були виконані усі пісні з дебютного студійного альбому Ґранде, окрім «Popular Song». Тур зібрав $679,360 з одинадцяти шоу по Північній Америці. Тур мав продовжитись після виходу альбому, але цього не сталось через графіки Аріани та запис другого студійного альбому My Everything.

## Фон
15 липня 2013, у той же день, коли був оголошений вихід пісні «Baby I», Аріана Ґранде повідомила, що її дебютний концертний тур розпочнеться в серпні того ж року. Вона обрала назву «The Listening Sessions» (укр. «Сеанси прослуховування»), тому що фанати почують пісні до виходу альбому. Попередній продаж квитків почався 18 липня. Звичайний продаж почався наступного дня. 

## Сет-лист
Цей сет-лист був представлений 17 серпня 2013. Можливо, він не був таким самим на інших шоу впродовж туру.
1. «Baby I»
2. «Lovin' It»
3. «You'll Never Know»
4. «Honeymoon Avenue»
5. «Tattooed Heart»
6. «Better Left Unsaid»
7. «Daydreamin'»
8. «Almost Is Never Enough»
9. «Piano»
10. «Right There»
11. «The Way»

- Під час виступу в Лос-Анджелесі, Біг Шон виступив з Аріаною під час пісні «Right There», а Мак Міллер заспівав з Аріаною трек «The Way»[7].
- Під час виступу в Нью-Йорку, Аріана виступила з не випущеною піснею «Higher».
- Під час виступу в Торонто, Ґранде виконала «Almost Is Never Enough» з Нейтаном Сайксом[8].

## Концерти
| Дата             | Місто            | Країна           | Місце проведення           |
| Північна Америка | Північна Америка | Північна Америка | Північна Америка           |
| ---------------- | ---------------- | ---------------- | -------------------------- |
| 13 серпня 2013   | Сілвер-Спринг    | США              | The Fillmore Silver Spring |
| 14 серпня 2013   | Нью-Йорк         | США              | Best Buy Theater           |
| 16 серпня 2013   | Філадельфія      | США              | Electric Factory           |
| 17 серпня 2013   | Ред-Банк         | США              | Count Basie Theatre        |
| 18 серпня 2013   | Лоуелл           | США              | Lowell Memorial Auditorium |
| 27 серпня 2013   | Торонто          | Канада           | Sound Academy              |
| 28 серпня 2013   | Роял-Оук         | США              | Royal Oak Music Theatre    |
| 29 серпня 2013   | Роузмонт         | США              | Rosemont Theatre           |
| 31 серпня 2013   | Канзас-Сіті      | США              | Midland Theatre            |
| 9 вересня 2013   | Лос-Анджелес     | США              | Club Nokia                 |
| 22 вересня 2013  | Нью-Олбані       | США              | New Albany Classic         |